# Ocoelophora crenularia
Ocoelophora crenularia là một loài bướm đêm trong họ Geometridae.